# Bolbec
Bolbec é uma comuna francesa na região administrativa da Normandia, no departamento de Sena Marítimo. Estende-se por uma área de 12,24 km². Em 2010 a comuna tinha 11 740 habitantes (densidade: 959,2 hab./km²).011 hab/km².